# Arsènic inorgànic en l'arròs
La presència de l'arsènic inorgànic (iAs) en l'arròs implica un important risc de toxicitat, concretament risc de càncer. Açò és a causa de l'alta concentració en comparació a altres cereals (entre 10 i 20 vegades més), ja que l'arsènic inorgànic arriba als aliments a través del sòl i en el cas de l'arròs, com està mullat en aigua, s'exposa més i n'absorbeix que la resta de cereals.
S'han descobert mètodes per a reduir-ne mitjançant pràctiques agronòmiques, biològiques i fisicoquímiques.

## Presència per varietat o presentació de l'arròs
La presència de l'arsènic inorgànic a l'arròs per varietat i presentació d'aquest és el següent:
- L'arròs basmati és la varietat que en té menys.
- L'arròs integral és el que en té més per la pellofa.
- L'arròs de cultiu orgànic no implica cap diferència.
- Els pastissos i galetes de soda d'arròs en poden contindre més que en l'arròs cuinat.
- La beguda vegetal d'arròs en pot contindre més que allò permés a l'aigua potable.
- L'esquellat d'arròs conté una alta concentració: 1 mil·ligram per kilogram.[6]

## Presència per procés o mètode de cuinat
L'estufatge (banyar durant la nit, bullir o fet al vapor durant 10 minuts i finalment deixar assecar-se) fet al gra integral en reduí un 25% la presència.
La manera de cuinar l'arròs que deixà més arsènic consisteix a omplir l'olla amb una quantiat d'arròs i aigua en relació 1:2.
Una manera que deixa menys arsènic a l'aliment és la relació 1:5. Aquest mètode redueix fins a un 80% el nivell d'arsènic inorgànic.
La manera més saludable consisteix a posar l'arròs a remulla unes hores abans (fins i tot la nit anterior al dia de la cuina), rentar l'arròs amb aigua fins que l'aigua que passa travessant l'arròs isca clara i escalfar a l'olla amb una relació 1:5.